# 放課後の魔術師
『放課後の魔術師』（ほうかごのメイガス）は、土屋つかさによる日本のライトノベル。イラストはふゆの春秋が担当。第12回スニーカー大賞奨励賞受賞作。角川スニーカー文庫（角川書店）より2008年8月から2010年4月まで刊行された。

## ストーリー
「論理魔術師」と「北凰学園の教職員」を兼務することになった秋津安芸と出会った同校の生徒播機遙が、日常に当たり前のように転がっている万物の力を事象に起こす論理魔術によって引き起こされる厄介事を沈静化するため奔走し、時に危険な目にあいながらも関係を強固にしていく。やがて過去の事件「ヴェニスの悲劇」の真相を安芸は知ることになる。

## 登場人物
秋津安芸（あきつ あき）
17歳だが遙より一つ年上。「蒼」の論理魔術師。英国の大学で研究をしていたが、絵里子に帰国させられ、北凰学園で教師として働く傍ら、脱獄したイド「鴉」と戦う。遙に「約束」の魔術をかけられており、遙が本当に聞きたいことを隠すことができない。
播機遙（はりはた はるか）
17歳。北凰学園2年。図書委員長。コーヒーが好き。記憶力が人より良く、一度見たことや聞いたことを思い出すことができる。安芸に言わせると「長期記憶が確実に復元可能」。安芸の「約束」を解呪したうえ、逆に見よう見まねで安芸に「約束」の魔術をかけた。論理魔術師としての潜在能力はトップレベル。記憶力ゆえに正確に呪文を唱えることはできるが「変換する概念をイメージすること」が苦手。外国語（20ヶ国語近く）を覚えるのが趣味。
播機仄香（はりはた ほのか）
遙の妹。2年前に両親を失った事故から人と顔を合わせられずにいる。引きこもっているわけではなく、遙がいない間に家事全般をしている。「紅」の論理魔術師として早くから覚醒していた。凄腕のハッカー。姉を溺愛しており、姉に接触する男性、特に安芸を邪魔だと思っている。姉の危機を予知できるようで、常に対策を取っている。最後には、姉の危機に際し2年間の引きこもりに別れを告げる。
イド＝秋津塊斗（あきつ かいと）
「鴉」の一員。一度は安芸に捕縛されたが、脱獄した。安芸の弟。伊代を愛しており、そのためジェシカシステムを奪おうとする。2年前に伊代が死んだ原因が「円環」と安芸、絵里子にあると考えており、非常に憎んでいる。
周藤絵里子（すとう えりこ）
安芸の義姉で北凰学園理事長。安芸を溺愛している。旧姓は秋津であるが、「蒼」の分家の血筋から養女として招かれており、安芸と直接血がつながっていない。安芸が成人するまで当主代理を務めている。離婚歴あり。
宮原美奈（みやはら みな）
遙の親友。良家のお嬢様。半年前に葉山に告白したが振られた。
石丸矢ノ歌（いしまる やのか）
遙の親友。美奈への想いをイドに利用された。
笠木香音（かさぎ かのん）
安芸の「人形」。学園では安芸の義理の妹として生活している。
斎条園生（さいじょう そのお）
北凰学園司書であり、「翠」の論理魔術師。ロシアンブルーのアレクを「人形」としている。安芸の兄弟子で安芸のことを「『蒼』坊や」と呼ぶ。「完成した円環」から学園に派遣されたアドバイザーという立場であるが、実態は「蒼」を監視するスパイ。
久米信二（くめ しんじ）
ジェシカマニア。ジェシカを手に入れたいがために「鴉」と契約した。
エレクトラ
「鴉」の論理魔術師。イドの従僕。50cm位の人形を文字通り「人形」としている。
鳴神直人
「翠」の論理魔術師で鳴神家当主。「翠」の「血族」の族長。アスファイファ号船長を兼任。
鳴神ナツメ
直人の娘。「翠」の論理魔術師。「翠」の才媛と呼ばれるほどの実力の持ち主。「鴉」と手を組み父を殺そうとした。緑色のボールを「人形」としている。「島」に幽閉されている。
飯綱伊代（いいつな いよ）
「蒼」の論理魔術師。2年前に「鴉」との戦いの際に死亡したとされていた。実際は昏睡状態にあり、ジェシカシステムのブラックボックスに収まっておりシステムの中核として機能している。仄香によって意識だけ覚醒してジェシカシステムにリンクできるようになった。ジェシカとは異なり、自分で魔術を使えるうえに「人形」としての機能も備えている。ジェシカと同じように論理魔術を使用できるモードで起動されると数分しか動作できない。
馬原守人
完結した円環の元研究員。ジェシカシステムの主設計者。「鴉」
津欧総一郎（つおうそういちろう）
絵里子の元夫。ガラド＝ガフの主席補佐官。
ベル＝ベルノット
「紫」の論理魔術師。金髪の英国人。チェスの駒を「人形」としている。遥の同級生（転入生）。安芸と英国の寄宿舎で2年間同棲していた。日本のアニメ「魔法少女イノセント・ベル」が好き。日本では、論理魔術の研究施設に住む。
ロゼ・ロイエン
「無色」の論理魔術師。安芸や園生の師匠であり、優秀な論理魔術師を輩出していたが今はやっていない。安芸や園生は彼女を恐れている。年齢は不詳。
ミシェル・ミゲール
「白」の論理魔術師。導師。
ガラド＝ガフ
導師
リーヴェ・ローゼンベルク
導師。ローゼンベルク・カレッジの学長。

## 用語
論理魔術
万物が持っている「可能性」を呪文を紡ぐことによって活性化させ、増幅または変換することによってあらゆる事象を使役する。ある物の概念を変更して別の物に変えること。
論理魔術師（ロジカル・メイガス）
例外を除き、「血族」の末裔以外は論理魔術を使えない。血を引くだけで使えるわけではなく、理論を学び、修練を積む必要がある。例外として「鴉」と「契約」した人間も論理魔術を使うことができる。論理魔術師は生まれてくる子供にイニシャルを重ねる習慣がある。
血族（クラン）
人間から「可能性」を直接引き出すことを禁忌としている。全ての「血族」はそれぞれ他にはない「特権（タレント）」と呼ばれる特別な能力を持っている。人間を守り、人間と共に歩むことを盟約としている。
蒼（マーレ）
言葉によって人や物を恒久的に束縛する魔術を得意とする。
特権：物体への魔術力の恒久的な付与。
紅（オストラム）
血統が途絶えたと見られていた。
特権：文献が失われており不明であるが、園生は特権を支配と言った。
翠（コラル）
魔術と科学の融合を目指す。
特権：「可能性」を停止させること。外因や意志の力には弱い。
紫（プルピュラ）
蒼と協力関係、魔術の研究に優れている。
特権：魔法陣無しに即席で「門」を作り出すこと。
黄（ギリアン）
能力を活用するため、一定期間他の血族と雇用契約を結ぶ。
特権：本人の可能性を消費して、肉体の損傷を「治癒」すること。
白（ヴァン）
詳細不明。
無色（ブーレ・アグヌ）
中立の立場をとる。
黒（ドルハ）
世界に絶望し、後の「鴉」となる。
鴉（ノックス）
「血族」と敵対する組織。「鴉」の初代は「黒」の論理魔術師。「血族」とは異なり、人間から「可能性」を直接引き出すことを積極的に行う。最終的に人類から「可能性」を枯渇させることを目的としている。「紅」の「血族」を探していた。
特権：自らの持つ魔術を人間に分け与えられる。
完結した円環（フオル・キアカル）
7つの「血族」の代表者からなる最高意思決定機関。構成員は政治、経済、報道などのあらゆる分野に入り込んでおり、魔術の存在を隠蔽している。
導師
完結した円環を率いる存在。選ばれるには、魔術師としての血筋、カリスマ性、特に論理魔術師としての性能が重視される。現在3名。
人形（ドール）
何千何万の論理魔術の蓄積によって組み上げられた兵器。論理魔術の塊であり、その存在を維持するために定期的に術者が「可能性」を消費して「人形」に送る必要がある。
可能性（ルウキス）
「光」「想い」「オーラ」「マナ」「プラーナ」等の呼び方があり、万物が持っているポテンシャルの量を意味する。人間は他の物とは違い、「可能性」を自ら生み出すことができる。
ジェシカシステム
北凰学園のエージェントAI。来客の校舎案内や校内のセキュリティ管理を行なっている。名前の由来はシェイクスピアの「ヴェニスの商人」に登場する人物。ジェシカシステムには通常の人間では侵入できない論理魔術で構成された領域が存在する。周藤絵里子の「人形」。「人形」として稼動させられるのは5分。
島（イニス）
論理魔術師の牢獄。通常世界と時間の流れる速度が異なる。刑が重いほど、時間の流れる速度が速い。

## 評価
第12回スニーカー大賞にて奨励賞を受賞した（受賞時のタイトルは「3H2A 論理魔術師は深夜の廊下で議論する」）。同賞で審査員を務めた沖方丁、安井健太郎、杉崎ゆきるは本作について以下のように評している。

## 既刊一覧
- 土屋つかさ（著）・ふゆの春秋（イラスト） 『放課後の魔術師』 角川書店〈角川スニーカー文庫〉、全7巻
  1. 「オーバーライト・ラヴ」2008年8月30日発売[3]、ISBN 978-4-04-474001-6
  2. 「シャットダウン・クライシス」2008年11月29日発売[4]、ISBN 978-4-04-474002-3
  3. 「マスカレード・ラヴァーズ」2009年3月31日発売[5]、ISBN 978-4-04-474003-0
  4. 「ワンサイド・サマーゲーム」2009年7月31日発売[6]、ISBN 978-4-04-474004-7
  5. 「スパイラル・メッセージ」2009年9月30日発売[7]、ISBN 978-4-04-474005-4
  6. 「ミスティック・トリップ」2009年12月26日発売[8]、ISBN 978-4-04-474006-1
  7. 「スマイル・ウィズ・ユー」2010年4月28日発売[9]、ISBN 978-4-04-474007-8